# 2000 en sports équestres
Chronologie des sports équestres
- 1999 en sports équestres - 2000 en sports équestres - 2001 en sports équestres

Cet article présente les faits marquants de l'année 2000 en sports équestres.

## Événements

### Avril
- avril 2000 : le cavalier brésilien Rodrigo Pessoa sur Baloubet du Rouet remporte la finale de la Coupe du monde de saut d'obstacles 1999-2000 à Las Vegas (États-Unis)[1].

### Août
- 3 au 6 août 2000 : Championnat du monde de voltige à Mannheim (Allemagne). Chez les hommes, Matthias Lang remporte le titre[2].

### Septembre
- 16 septembre 2000 au 1er octobre 2000 : épreuves d'équitation aux Jeux olympiques d'été de 2000 à Sydney (Australie).